# 出川哲朗のプロ野球順位予想
『出川哲朗のプロ野球順位予想』（でがわてつろうのプロやきゅうじゅんいよそう）は、TXN各局他で放送されているテレビ東京制作のバラエティ番組である。出川哲朗の冠番組。

## 概要
居酒屋で会話する野球が好きなおじさんの戯言というテーマで忖度無しで今年度のプロ野球の順位を予想する。3月に予想して、12月に予想がどうだったか検証する。順位は各チームのファンの芸人、タレントが集まり話し合いで番組の予想を決定する。

## 放送リスト
| 回 | 年度   | タイトル                                                       | 放送年月日     | 放送時間（JST）   | 備考                   |
| -- | ------ | -------------------------------------------------------------- | -------------- | ----------------- | ---------------------- |
| 1  | 2023年 | 出川哲朗のプロ野球順位予想 セリーグ編                          | 2023年3月25日  | 土曜12:00 - 13:00 |                        |
| 2  | 2023年 | 出川哲朗のプロ野球順位予想 パリーグ編 ちょっとセリーグも       | 2023年4月3日   | 月曜23:06 - 23:55 |                        |
| 3  | 2023年 | 出川哲朗のプロ野球順位予想 春の予想の答え合わせ 大反省会SP     | 2023年12月29日 | 金曜14:40 - 16:00 |                        |
| 4  | 2024年 | 出川哲朗のプロ野球順位予想2024 今年もやります!リアルガチ予想SP | 2024年3月20日  | 水曜14:00 - 15:30 |                        |
| 5  | 2024年 | 出川哲朗のプロ野球順位予想 2024年 答え合わせ 大反省会          | 2024年12月29日 | 日曜13:30 - 15:00 |                        |
| 6  | 2025年 | 出川哲朗のプロ野球順位予想2025 特別編                          | 2025年3月22日  | 土曜22:20 - 22:50 | タイトルホルダーを予想 |
| 7  | 2025年 | 出川哲朗のプロ野球順位予想2025 パ・リーグ編                    | 2025年3月30日  | 日曜23:27 - 0:10  |                        |
| 8  | 2025年 | 出川哲朗のプロ野球順位予想2025 セ・リーグ編                    | 2025年3月31日  | 月曜23:06 - 0:00  |                        |

## 番組内の順位予想
| セ・リーグ2023 | ヤクルト | 阪神 | DeNA | 中日 | 巨人     | 広島 |
| セ・リーグ2024 | 阪神     | 巨人 | 広島 | 中日 | ヤクルト | DeNA |
| セ・リーグ2025 | 巨人     | 阪神 | DeNA | 広島 | ヤクルト | DeNA |

| パ・リーグ2023 | ソフトB    | オリックス | 西武     | 楽天       | ロッテ | 日本ハム |
| パ・リーグ2024 | オリックス | ソフトB    | 日本ハム | ロッテ     | 楽天   | 西武     |
| パ・リーグ2025 | 日本ハム   | ソフトB    | ロッテ   | オリックス | 楽天   | 西武     |

## 出演者
2025年の出演者
- 三村マサカズ（さまぁ〜ず） - 巨人、24年から出演。
- 中岡創一（ロッチ） - 阪神、全回出演。
- 田中卓志（アンガールズ）- 広島、24年は出演なし。
- 伊藤俊介（オズワルド） - DeNA、24年から出演、25年パリーグ編は欠席。
- 出川哲朗 - ヤクルト、MCも兼する。全回出演。
- 井戸田潤（スピードワゴン） - 中日、全回出演。
- 博多華丸（博多華丸・大吉）- ソフトバンク、24年は出演なし。
- 伊集院光 - 日本ハム、全回出演。
- 藤田憲右（トータルテンボス） - ロッテ、全回出演。
- 伊達みきお（サンドウィッチマン） - 楽天、全回出演。
- 岡田圭右（ますだおかだ）- オリックス、24年は出演なし。
- 土屋礼央（RAG FAIR）- 西武、25年から出演。

過去の出演者
- ビビる大木 - 巨人、23年のみ。
- 吉川正洋（ダーリンハニー）- 中日、23年のみ。
- 鈴木福 - 広島、24年のみ。
- カンニング竹山 - ソフトバンク、23年のみ。
- 春日俊彰（オードリー）- 西武、本編に出演したのは23年のみだが、25年はスピンオフ番組や、出川とプロ野球スピリッツAとの番組コラボCMには出演していた。
- 秋定遼太郎（滝音） - オリックス、24年のみ。
- ウエンツ瑛士 - 西武、24年のみ。